# Embaixada da Irlanda em Brasília
A Embaixada da Irlanda em Brasília é a principal representação diplomática irlandesa no Brasil. Fica no Setor de Habitações Individuais Sul, no Lago Sul, e foi aberta em 2001.
O atual embaixador é Seán Hoy, no cargo desde 1 de dezembro de 2018.

## História
Brasil e Irlanda estabeleceram relações diplomáticas em 1975, com a embaixada brasileira de Dublim sendo criada em 1991. A embaixada irlandesa em Brasília abre em 2001, em um local alugado no Lago Sul.
O atual embaixador da Irlanda no Brasil, o quinto desde a abertura da embaixada, é Seán Hoy. Antes de vir para o Brasil com sua esposa e três filhos, atuou como embaixador da Irlanda na Nigéria, Gana, Costa do Marfim e Senegal. Também trabalhou na diplomacia irlandesa no Moçambique, Uganda, Sudão e no Vietnã em diversos cargos.

## Serviços
A embaixada realiza os serviços protocolares das representações estrangeiras, como o auxílio aos irlandeses que moram no Brasil e aos visitantes vindos da Irlanda e também para os brasileiros que desejam visitar ou se mudar para o país europeu. A comunidade brasileira na Irlanda tem crescido, em especial de estudantes. Além da embaixada de Brasília, a Irlanda conta com mais um consulado geral em São Paulo. A embaixada e o consulado dividem as tarefas consulares, com o consulado tendo jurisdição sobre São Paulo, Rio de Janeiro, Minas Gerais, Espírito Santo, Paraná, Santa Catarina e Rio Grande do Sul e a embaixada ficando com o restante do país.
Outras ações que passam pela embaixada são as relações diplomáticas com o governo brasileiro nas áreas política, econômica, cultural e científica. A Irlanda e o Brasil mantém acordos de cooperação educacional e de incremento ao comércio entre os dois países.